# Historia de la Fuerza Aérea Boliviana
La Historia de la Fuerza Aérea Boliviana, FAB, inicia con su creación como tal el 26 de septiembre de 1957 año en que pasaba a ser una estructura independiente del ejército. El cuerpo aéreo como tal ya existía desde 1916, año en el que empezaron a mandar misiones de aprendizaje de pilotos a otros países, con la fundación de una escuela de aviación en La Paz con el objetivo de contar con personal con la capacidad de iniciar la Fuerza Aérea Boliviana.

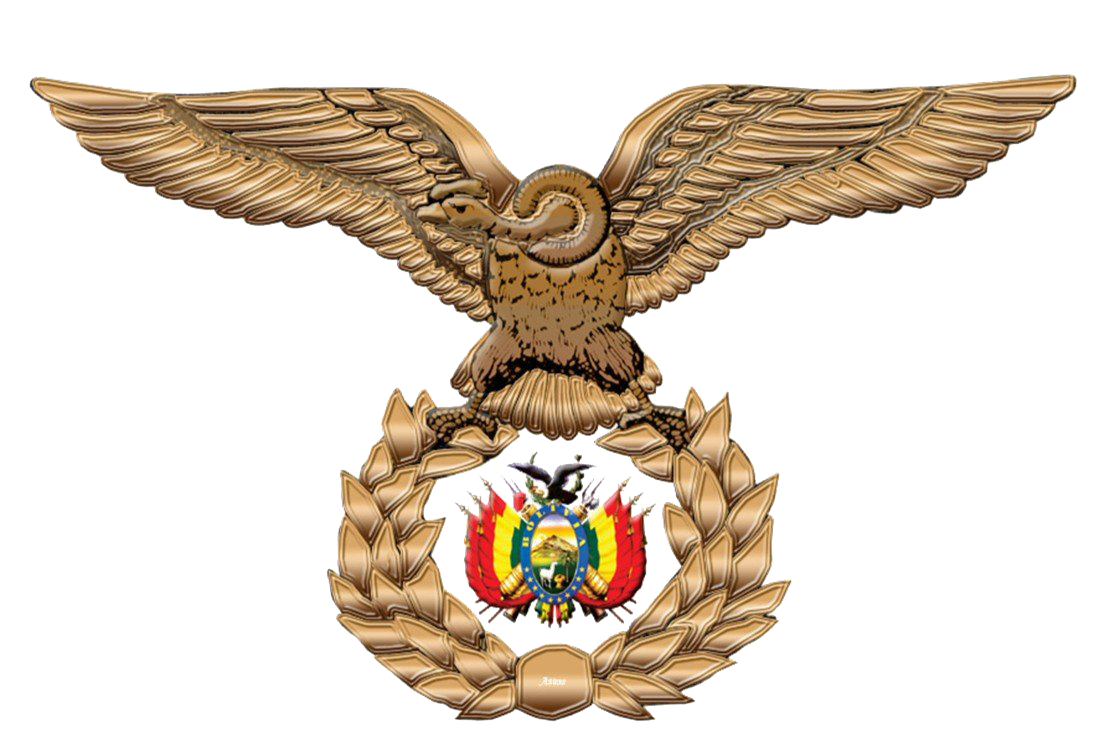
Escudo de la Fuerza Aérea Boliviana

## SigloXIX

### Primer Aeronauta de Bolivia (1871)
La idea volar en Bolivia se remonta prácticamente al siglo XIX, pues según la prestigiosa historiadora boliviana de la aviación Amalia Villa de la Tapia (1893-1994) señala en su libro "Alas de Bolivia" que ya en el año 1871 y en pleno gobierno del presidente Agustín Morales Hernández llegó a Bolivia una compañía de circo entre los que se encontraba un aeronauta de nacionalidad peruana de nombre Apolinar Zeballos, el cual trajo consigo mismo y por primera vez al país su propio globo dirigible y aerostático Montgolfield que estaba hecho de material de tocuyo.

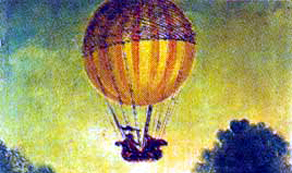
Globo aerostático

Después de solicitar el permiso a las respectivas autoridades para realizar una demostración pública de ascensión al aire ante la población, Zeballos llevó su globo hasta la entonces denominada Plaza de Armas (actual Plaza Murillo) y una vez ahí empezó a inflarlo con los instrumentos de la época. Una vez concluido los preparativos, se lanzó al espacio tripulando su globo que alcanzó un altura de 500 metros sobre la superficie y estuvo en el aire durante por lo menos unos 25 minutos para finalmente aterrizar en un lugar conocido como la zona de Tembladerani, sin mayores complicaciones.
Es de esta manera que el aeronauta peruano Apolinar Zeballos se convirtió en el primer hombre en permanecer en el aire en la Historia de Bolivia dando de esa forma el comienzo de la historia aérea en el país el 7 de mayo de 1871.

## Década de 1900
Pasaría unos treinta años del primer vuelo en globo del país cuando en el año 1901 desde Chile llegó a Bolivia el estadounidense Edouard Laiselle para realizar demostraciones de ascensión de su globo dirigible como espectáculo aéreo ante el público boliviano. Realizó vuelos en las ciudades de Cochabamba, Oruro y La Paz.

## Década de 1910
Desde 1913, en Bolivia -particularmente en La Paz- se produjeron una serie de infructuosos intentos por levantar vuelo a más de 4000 metros de altura sobre el nivel del mar, debido principalmente a la poca potencia de los motores que equipaban a los prototipos de la época.

### Primeros intentos de volar en Bolivia (1913-1919)
A lo largo de toda la década de 1910 hubo en Bolivia muchos prestigiosos aviadores extranjeros de diferentes nacionalidades provenientes de Francia, Italia, Dinamarca, Argentina y Chile que intentaron varias veces levantar el primer vuelo en territorio boliviano, pero sin éxito alguno. Si bien en otros países vecinos de la región ya se había comenzado a implementar y utilizar ampliamente la aviación como es el caso de Brasil donde dicho país realizó su primer vuelo en 1908, México, Chile y Uruguay que lo hicieron en 1910, Perú en 1911, Guatemala, Colombia, El Salvador, Venezuela, Panamá, y Argentina en 1912 o Paraguay en 1914, lamentablemente en Bolivia se frustraron muchos intentos de volar, esto debido principalmente a la gran altitud en la que se encuentra la ciudad de La Paz (más de 3 600 metros sobre el nivel del mar). Cabe recordar que debido a la topografía de la ciudad paceña, la pista de despegue y aterrizaje se encontraba en ese entonces en la todavía altiplanicie rural de El Alto (ubicada a más de 4 000 m s. n. m.), lo que causaba que los motores de los primeros aviones de esa época carecieran de la suficiente potencia para levantar un vuelo en condiciones de gran altitud.    

#### Intento de los hermanos italianos Rapini (1913)

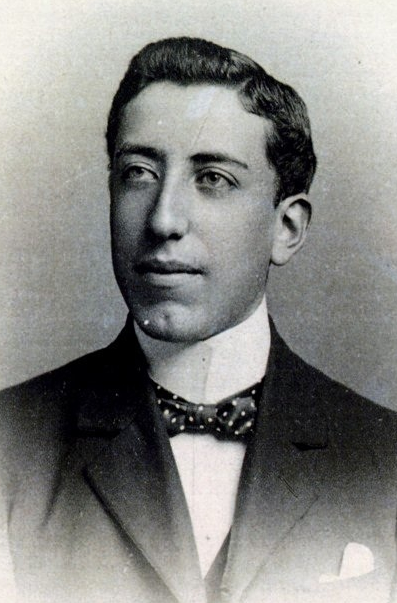
Fotografía del abogado, diplomático y periodista boliviano Juan María Zalles (1879-1954) quién en su calidad de Ministro de Guerra y Colonización de Bolivia (desde 1912 hasta 1913) se convirtió en la primera autoridad boliviana en decidir realizar las gestiones necesarias para traer desde Chile a los prestigiosos hermanos Rapini que eran pilotos de nacionalidad italiana para que estos puedan realizar el primer vuelo en Bolivia.

Uno de los primeros intentos de ese entonces que quedaron registrados en la historia de la aviación boliviana fue la de los hermanos italianos Miguel y Napoleón Rapini los cuales ambos eran originarios de la ciudad italiana de Florencia. Al momento de llegar a Bolivia en 1913, Miguel Rapini contaba con 24 años de edad (nacido en 1889) y su hermano menor Napoleón Rapini tenía 22 años (nacido en 1891). Durante sus inicios, ambos habían viajado a Francia para especializarse como pilotos aviadores en dicho país. Luego de haberse graduado de la Escuela de Aviación Bleriot ubicada en la localidad de Estampes, la empresa aeronáutica francesa decidió enviarlos a Sudamérica para que mediante espectáculos aéreos puedan promocionar y demostrar la calidad de los aviones franceses "Bleriot" ante los diferentes gobiernos sudamericanos con el fin de que estos puedan interesarse en comprar dichas aeronaves europeas.

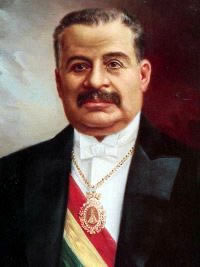
El primer intento de vuelo en el país se llevó a cabo durante el gobierno del Presidente de Bolivia Eliodoro Villazón Montaño (1848-1939) quién gobernó la nación de manera constitucional desde 1909 hasta 1913 y su ministro de guerra Juan María Zalles quien realizó las gestiones para traer a los pilotos

En enero de 1913, los hermanos italianos Rapini arribaron al Brasil en donde lograron volar exitosamente desde la ciudad de Río de Janeiro hasta la ciudad de Sao Paulo. Luego en febrero de ese mismo año se trasladaron a Chile para también volar de manera exitosa desde la capital Santiago de Chile hasta la ciudad de Valparaíso el 9 de marzo de 1913. Impresionado por sus acrobacias aéreas, el entonces Ministro de Guerra y Colonización de Bolivia Juan María Zalles (1879-1954) que en ese momento se encontraba en Chile de viaje, logró contactarse con los hermanos italianos y les ofreció ir a Bolivia para que una vez ahí puedan demostrar ante la población boliviana que existe la posibilidad de volar en la altura de la ciudad de La Paz. Pues cabe mencionar que el coronel boliviano Pastor Baldivieso (1861-1949) quien para esa época era ya un reconocido veterano experimentado de la Guerra del Pacífico (1879-1880) y de la Guerra del Acre (1899-1903) había señalado que no era necesario que el Ejército de Bolivia adquiriera estos nuevos artefactos voladores que no podían alzar vuelo más allá de los 1000 o 2000 metros de altitud sobre el nivel del mar.
A pesar de las críticas, de todas maneras el Ministerio de Guerra de Bolivia llegó a un acuerdo con los pilotos los cuales arribaron a la ciudad de La Paz el 31 de marzo de 1913 acompañados por su representante el Dr. Américo Mancini y el mecánico aeronáutico de la empresa Bleriot Antonio Peuch. En cambio, el avión fue embarcado en el ferrocarril desde la ciudad chilena de Antofagasta hasta su llegada final a la ciudad de El Alto el 8 de abril de 1913. Dicho artefacto era una aeronave fabricada con métodos caseros al cual le pusieron el nombre de "Alexandrina"  siendo una copia exacta del modelo de avión francés Blériot XI y al que le implementaron un motor que poseía una potencia de 50 HP (caballos de fuerza).
Finalmente el día señalado llegó y a las 4 en punto de la tarde en un día nublado con amenaza de lluvia del 13 de abril de 1913 se hizo presente en la todavía altiplanicie rural de El Alto la comitiva oficial encabezada por el entonces Presidente de Bolivia Eliodoro Villazón Montaño (1848-1939) y los diferentes ministros de estado bolivianos además de altos jefes oficiales militares del Ejército de Bolivia. Y ante la expectante y atenta mirada de un público de más 10 000 personas que también se habían dado cita al lugar para ver la hazaña aérea, Miguel Rapini procedió a subir al avión para empezar a encender los motores y después de haber recorrido casi 500 metros en tierra al final intentó levantarse pero el aparato solo carreteo lo que provocó que el patín de la cola golpeara un promontorio de piedras.

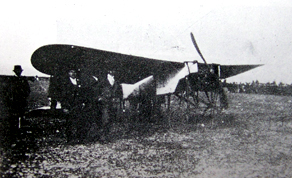
Monoplano "Alexandrina" perteneciente a los hermanos italianos Miguel y Napoleón Rapini que intentaron volar en Bolivia sin éxito el 13 de abril de 1913

Ante el inesperado desperfecto, se decidió entonces llevar la aeronave al hangar para repararlo inmediatamente pero sin embargo debido a las fuertes ráfagas de viento que empezaban a soplar además de la caída ya de las primeras gotas de lluvia y ante el nerviosismo e impaciencia del gran público presente en el lugar, Napoleón Rapini decidió subirse al avión y comenzar a volar de una vez por todas el aparato que finalmente logró elevarse dos metros y medio en el aire. Pero sin embargo no logró ver que metros más allá se encontraba una red de hilos telegráficos que lo obligaron a girar rápida y bruscamente hacia un lado para esquivar pues debido a la poca altura en la cual estaba volando el avión y para no herir a algunos espectadores con el ala del aparato, Rapini decide realizar un aterrizaje forzoso y violento para no perder el control de la aeronave pero finalmente el avión cae a tierra del costado derecho.
Debido a la fuerte caída, el fuselaje de la aeronave se partió a la mitad al igual que el ala derecha, el tren de aterrizaje se rompió así como también la hélice que causó desperfectos en el motor. En cambio el piloto aviador solamente sufrió una herida en su pierna izquierda y un fuerte golpe en la cabeza pero sin mayores consecuencias afortunadamente. Las autoridades bolivianas de la época atribuyeron el fracaso de este primer intento de volar en Bolivia más que todo debido a causas ajenas a los aviadores, a la adversas condiciones meteorológicas del tiempo, a la baja potencia del motor y a la pequeña y frágil ala de la aeronave.

#### Intento del chileno Luis Omar Page (1915)
Entusiasmados por el primer intento de volar realizado en la ciudad de La Paz ya en el año 1913, la población orureña de esa época no quiso tampoco quedar al margen de los primeros pasos que Bolivia estaba dando en la entonces novedosa materia de aviación. Esto motivó a que los orureños también tuvieran la aspiración de fundar una escuela de aviación en el Departamento de Oruro que se convirtiera en la primera del país y la cual funcione en la ciudad de Oruro. Para cumplir con este anhelo, cabe resaltar que desde la misma sociedad civil orureña se organizó un comité de aviación, creandose el 26 de marzo de 1915 con el nombre de "Comité Pro Escuela Militar de Aviación de Oruro".
Inmediatamente este comité civil de aviación orureño empezó a recaudar dinero organizando diferentes actividades sociales como rifas, corridas de toros, funciones de teatro, partidos de fútbol además de las generosas donaciones de colonias extranjeras que residían en ese entonces en la ciudad de Oruro, logrando de esa manera recaudar finalmente un monto total de alrededor de 21 176 bolivianos (que para esa época era una muy alta suma de dinero). Con esto había dinero suficiente, como para darse el lujo de traer a Oruro a un experto aviador chileno, con avión y todo; así como también para mandar al joven orureño Juan Mendoza a estudiar en una Escuela de Aviación de la ciudad de Buenos Aires.
El comité de aviación empezó a realizar las gestiones para traer a Bolivia al prestigioso aviador Luis Omar Page, quien había nacido en la ciudad chilena de Talca el año 1889 y que luego de haberse graduado de la Escuela Militar de Aeronáutica en 1913, logró ingresar a la historia aérea de su país al haber realizado el "primer vuelo nocturno en Chile" el 27 de febrero de 1914. Es de esa manera que Page llegó al país trayendo su propio avión monoplano de marca "Bleriot E-26" al cual lo había bautizado con el nombre de "Punta de Arenas".
En 1914, el piloto chileno Luis Omar Page llegó a Bolivia trayendo su avión monoplano "Bleriot E-26" al cual lo había bautizado con el nombre de "Punta de Arenas" con el objetivo de intentar levantar vuelo en la ciudad de Oruro. El aparato carreteó unos metros en tierra pero dada la poca potencia de su motor no pudo elevarse. 

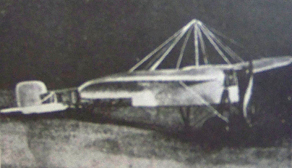
Fotografía del avión "Punta de Arenas" perteneciente al piloto chileno Luis Omar Page que tampoco pudo levantar vuelo en Bolivia

#### Intento del chileno Figueroa y el boliviano Aramayo (1915)
Al año siguiente, en 1915 otros dos pilotos de nombre Clodomiro Figueroa y su aprendiz el boliviano Emanuel Aramayo, el cual obtuvo su brevete de piloto en Villa Lugano Argentina por sus propios medios. Llegaron acompañados por los mecánicos Manuel Vergara y Guillermo Tapia, ambos de nacionalidad chilena. Estuvieron recorriendo diferentes países de la región demostrando espectáculos aéreos y acrobáticos al público, llegaron también a Bolivia con sus aviones monoplanos de marca "Bleriot" denominados "Valparaíso" y "Tucapel", pero dichos aparatos tampoco pudieron levantar vuelo en territorio boliviano.

#### Intervención estatal en la aviación (1916)
Todos estos intentos fallidos de aeronaves particulares lograron que a partir del año 1916, el estado boliviano comenzara a intervenir e interesarse en la aviación. El presidente boliviano de ese entonces Ismael Montes Gamboa instruyó fundar un cuerpo de aviación y envió a tres oficiales bolivianos a Argentina (El Palomar) y a otros tres oficiales a Chile para que puedan recibir capacitación de vuelo. El primer nombre que adoptó éste cuerpo fue el de "Cuerpo de Aviadores Militares Bolivianos". Entre esos jóvenes oficiales se encontraba el subteniente Bernardino Bilbao Rioja quien casi veinte años después se convertiría en una de las principales figuras militares bolivianas destacadas en la Guerra del Chaco (1932-1935).    

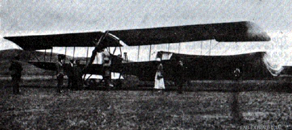
Fotografía del primer avión boliviano Biplano Cóndor fabricado íntegramente solo en territorio boliviano pero que tampoco pudo levantar vuelo

#### Primer avión fabricado en Bolivia (1917)
En 1917 el aviador Andrés Tomsich junto al piloto danés Albert Jarfelt, el argentino Antonio Chuimiento y el boliviano Horacio Vásquez lograron fabricar en Bolivia un avión tipo "Bleriot" denominado Biplano Cóndor con un motor "Argus" de una potencia 100 HP. Si bien dicha aeronave no pudo levantar vuelo,  sin embargo pudo lograr ingresar a la historia aeronáutica por ser la primera aeronave fabricada íntegramente en territorio boliviano.

## Década de 1920

### Primer vuelo oficial en Bolivia (1920)

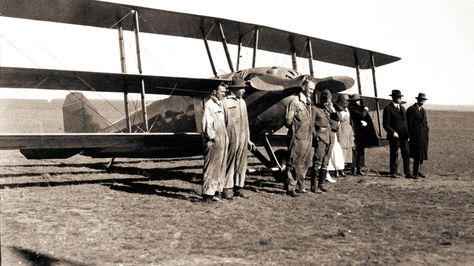
Fotografía del piloto estadounidense Donald Hudson quien el 17 de abril de 1920 se convirtió en el primer hombre en lograr volar "oficialmente" en los cielos de Bolivia con el caza triplano Curtiss 18T2 "Wasp"

El primer vuelo en Bolivia de manera oficial se llevaría a cabo el 17 de abril de 1920 en lo que hoy actualmente es la ciudad de El Alto. El capitán aviador estadounidense Donald Hudson y veterano de la Primera Guerra Mundial (1914-1918), se convirtió en el primer hombre en volar los cielos de La Paz durante 10 minutos seguidos en un avión triplano Curtiss 18 T2 (apodado en forma oficial como Wasp) de fabricación norteamericana. Días después, Hudson se convertiría también en el primer hombre en volar sobre el Lago Titicaca, el primer hombre en volar sobre el imponente nevado del Illimani y el primer hombre en volar desde la ciudad de La Paz hasta la ciudad de Oruro. A su retorno a la pista aérea de El Alto desde la capital orureña, su avión sufrió desperfectos en el aire por lo que la aeronave tuvo que aterrizar de emergencia en las planicies de Sica Sica de donde se trasladó a las intalaciones del aeródromo de El Alto y a causa del cambio de gobierno meses después, se abandonó el proyecto, quedando completamente inutilizada, aunque cabe mencionar que el piloto estadounidense y su mecánico Robert Albaugh, lograron salir ilesos del accidente.

### Primer vuelo de un boliviano (1921)
Así mismo, el 10 de noviembre de 1921 en la ciudad de Uyuni, el aviador orureño Juan Mendoza y Nernuldes se convirtió en el "primer piloto boliviano" en volar los cielos bolivianos en su avión Fiat R.2 al cual le puso el nombre de "Cobija" en homenaje al antiguo puerto marítimo boliviano que se había perdido con Chile durante la Guerra del Pacífico en 1879. Mendoza fue también el primer boliviano en realizar un raid desde la población de Poopó hacia la ciudad de Oruro el 19 de noviembre de 1921. En la ciudad de Cochabamba también voló y accidentalmente destruyó su avión al aterrizar, en febrero de 1922.

### Primera catástrofe aérea en Bolivia (1921)
El 31 de enero de 1921, el gran empresario minero boliviano Simón Iturri Patiño (1860-1947), apodado como el Rey del Estaño quien durante esa época era dueño de uno de los más grandes yacimientos mineros de este mineral en América y entusiasmado por los primeros vuelos, decidió de manera particular aportar al desarrollo de la aviación en el país, regalando a Bolivia dos aviones Bleriot; uno de ellos en el modelo de entrenador Blériot-SPAD S.34 y el otro en el modelo de biplano de combate biplaza Blériot-SPAD S.XX, así mismo, Patiño también decidió contratar los servicios del famoso aviador francés y veterano de la Primera Guerra Mundial Maurice Bourdon para que pueda volar sobre los cielos de La Paz con dichas aeronaves.

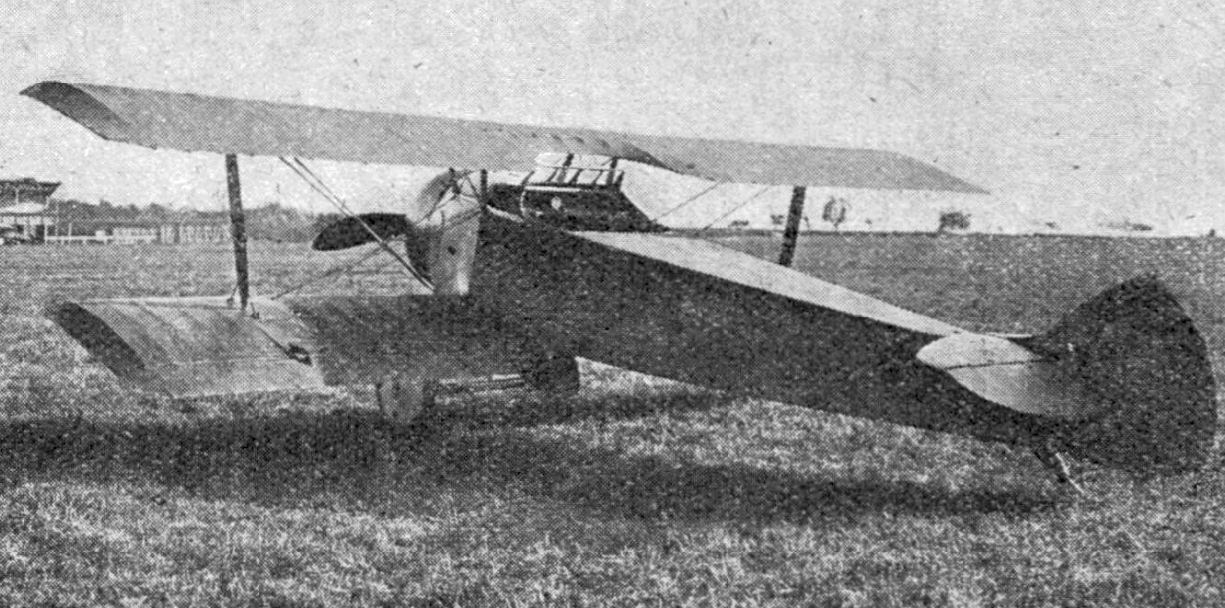
El empresario boliviano minero Simón Iturri Patiño donó a Bolivia en 1921 dos aviones de la firma Bleriot SPAD S.XX y Blériot-SPAD S.34; uno de ellos se accidentó y es considerado como la primera catástrofe aérea en la historia aeronáutica de Bolivia

Sin embargo el 3 de abril de 1921 el avión SPAD S.XX tuvo fallas en el aire lo que ocasionó que descienda e impacte trágicamente en tierra donde lamentablemente fallecieron el piloto, el copiloto y nueve personas más del público que en ese momento se encontraban presentes en el lugar (El Alto) para observar las acrobacias del francés. Esta tragedia es considerada en Bolivia como la primera catástrofe aérea del país.         
El año 1922 la potosina Amalia Villa de la Tapia se convertiría en la "primera mujer piloto boliviana" después de haberse graduado como aviadora de la escuela de aviación civil de Bellavista en el Perú. Así mismo, el potosino Bernardino Bilbao Rioja se convirtió en el "primer piloto militar boliviano" después de haber estudiado en la escuela de aviación de El Bosque de Chile.

### Fundación de la Escuela Militar de Aviación (1923)
Dos meses después del primer vuelo en Bolivia realizado por el capitán estadounidense Donald Hudson, el gobierno boliviano decide mediante Decreto Supremo del 23 de junio de 1920 crear por segunda vez, una escuela de aviación con instructores bolivianos que se habían graduado en Argentina y Chile. Pero cabe mencionar que con el prematuro accidente del caza triplano Curtiss 18 T2 ocurrido en 1921, dicha institución ingresó en un receso por un par de años más. 

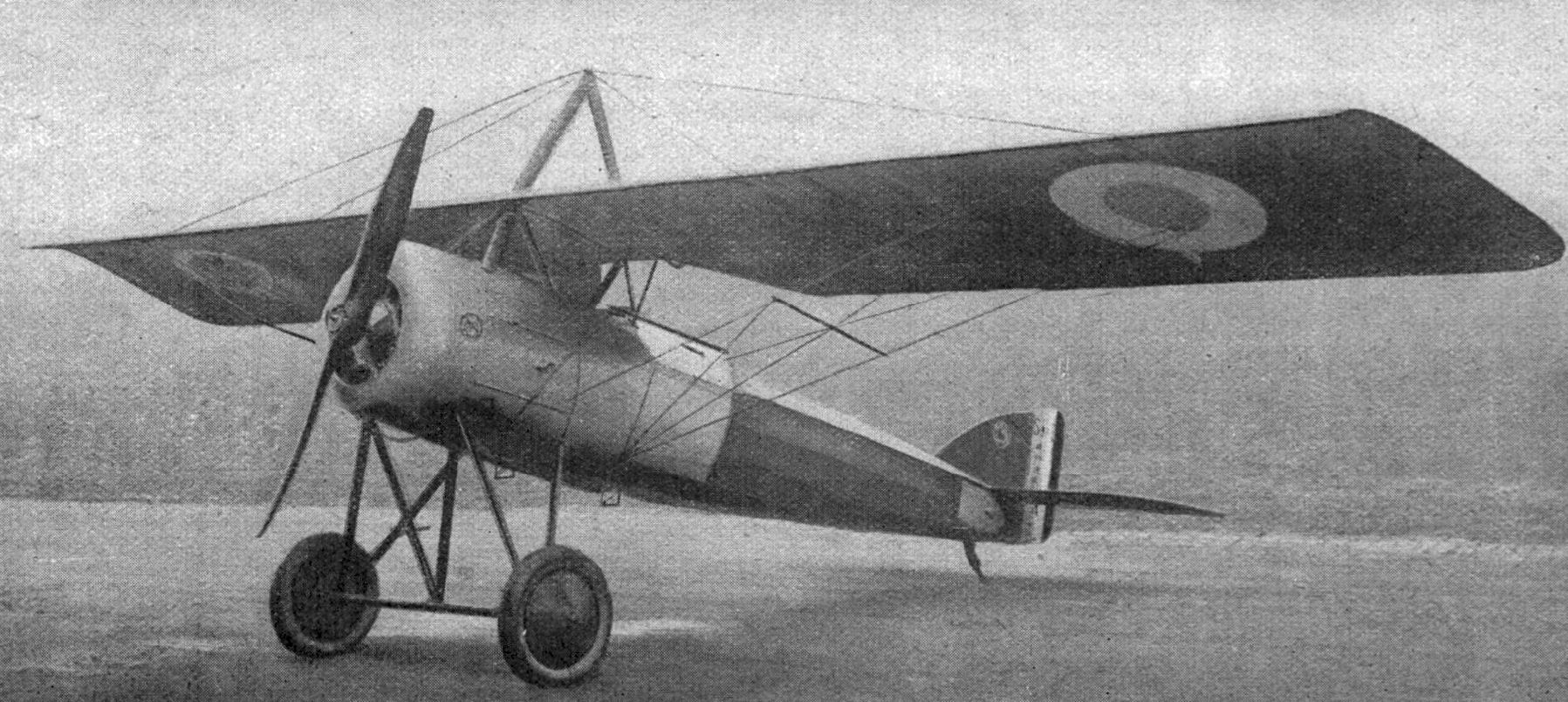
Las primeras aeronaves que Bolivia adquirió para su fuerza aérea en 1923, fueron siete aviones Morane-Saulnier en los modelos MS.35 y Tipo G (Rolier) de fabricación francesa

Finalmente durante el gobierno del presidente electo Bautista Saavedra Mallea tras su golpe de 1920, se decide mediante decreto supremo la tercera fundación de la "Escuela Militar de Aviación" el 12 de octubre de 1923 y la cual estaría ubicada en El Alto de La Paz. En la actualidad, la Fuerza Aérea Boliviana estableció dicha fecha como su creación oficial, siendo conmemorada y recordada cada año en los aniversarios, a pesar de haber sido establecida oficialmente en 1958.  
Para comenzar con el funcionamiento de la institución aérea, el gobierno boliviano de aquella época logró comprar en 1923 seis aviones de la firma Aéroplanes Morane-Saulnier de los cuales cuatro de ellos eran del modelo Morane-Saulnier MS.35R y los restantes, dos Morane-Saulnier G "Pingüino" para entrenamiento de pista, mando en tierra, carreteo y parqueo

### Potenciamiento de la FAB (1924-1929)
Sería a partir del año 1924 cuando la aviación boliviana comenzaría a potenciarse seriamente adquiriendo varias aeronaves modernas de la época. Ese mismo año el gobierno de Bautista Saavedra decidió comprar doce aviones de fabricación francesa los cuales eran siete biplanos de bombardeo ligero y reconocimiento Breguet 19-A2 así como también cinco biplanos de entrenamiento Caudron C.97.   
Al año siguiente en 1925, Bolivia adquirió también dos aviones de bombardeo de Havilland DH.9 de fabricación británica y otros cinco aviones de ataque táctico Fokker C.Vb .
A inicios de la década de 1920, el país compró varios aviones de entrenamiento franceses como los Bleriot S-20, Bleriot S-34, Morane Saulnier MS.35, se intentó establecer su propio programa de capacitación para pilotos. Después de un par de intentos fracasados, se estableció una Escuela Militar de Aviación en El Alto, La Paz, en 1923 al mando del mayor Bernardino Bilbao Rioja, uno de los primeros pilotos militares bolivianos. Se contrató a un piloto instructor suizo y el cuerpo aéreo comenzó a convertirse en una verdadera fuerza aérea.
El comienzo de una estructura sólida coincidió con el Primer Centenario de la Independencia de Bolivia en 1925. En 1927 se compraron nueve aviones de combate Vickers "Vespa" al Reino Unido, aviones de caza livianos muy capaces y ágiles para su época. En 1926 y 1927, se realizó la entrega de seis bombarderos Breguet 19 A2 de Francia, aviones muy capaces y fuertes. En 1929, se compraron otros cuatro modelos mejorados del Breguet 19.
En 1932 se cambió el nombre oficial de la institución por el de Cuerpo Aéreo Boliviano.

## Década de 1930

### Pre-Guerra (1930-1932)
Para el inicio de la Guerra del Chaco, Bolivia contaba con un cuerpo aéreo muy capaz según los estándares suramericanos, poseía por aquel entonces una de las "mejores fuerzas aéreas del continente", el país contaba con una variedad de aeronaves militares europeas, inclusive cinco Fokker C.5b holandeses, y seis bombarderos Breguet 19 A2 franceses, también se hizo un pedido de tres bombarderos pesados de origen suizo Comte AC-3, pero no se concluyó la fabricación, quedando solo un ejemplar listo que no llegó a ser entregado.

### Guerra del Chaco (1932-1935)
Durante los meses anteriores al conflicto, los bolivianos desplazaron un grupo aéreo de tres aviones de combate Vickers 149 "Vespa III", aviones Caudron C.97, tres bombarderos Breguet 19 A2, algunos Morane Saulnier MS.35ep, un par de Fokker C.5b y de cinco a seis de los recientemente adquiridos aviones de combate Vickers Scout Tipo 143 "Bolivian Scout" a Villa Montes, en la frontera del Chaco y las tierras bajas de Bolivia. Más tarde se sumarían los más recientes Curtiss P-1 Hawk IA, Curtiss 35A "Hawk II", Curtiss 65 “Sea Hawk II”, Curtiss CW-A14R "Osprey" y Curtiss CW-O1/A3 "Cyclone/Falcon", en adición a la flota de transporte compuesta por aeronaves Sikorsky S-38B anfibio, Ford 5-AT-D "Trimotor", aeronaves que fueron producto de la buena relación con Alemania: Junkers A-50, Junkers F-13 L&W, Junkers W34 ci, Junkers K43 h, Junkers Ju.52/3m, Klemm Kl 25 algunos de estos transportes podrían haberse modificado rápidamente para misiones de bombardeo, pero esto no se hizo.
Durante la contienda en el Chaco, se capturó del Paraguay un Curtiss D 12 Falcon biplaza, su puesta en servicio duró un corto tiempo.
El comandante del "Cuerpo Aéreo Boliviano o Cuerpo Aéreo de Bolivia" durante la mayor parte de la Guerra del Chaco fue el mayor Bilbao Rioja, un piloto y oficial sumamente capaz que pasaba su tiempo estudiando la aviación europea y la estadounidense. Por cuenta propia, tradujo y publicó varios manuales técnicos y de artillería aérea para la fuerza aérea. Bilbao Rioja ejerció una influencia considerable sobre las compras de equipo del cuerpo aéreo inexperto, también influyó en su organización y doctrina.
A finales de la guerra, en aquel entonces la inteligencia boliviana había adquirido cuatro aviones Curtiss T-32 Condor II para misiones de transporte y bombardeo, al igual que una pareja de Curtiss Sea Hawk II anfibios, en su camino a Bolivia, las aeronaves fueron embargadas en el Perú, posteriormente dichas aeronaves fueron incorporadas y modificadas para ser aviones de transporte y carga, los dos Curtiss Sea Hawk II para misiones militares de reconocimiento.
A la aviación boliviana se le atribuye el honor de haber salido victoriosa en el Primer combate aéreo de América.

### Posguerra (1935-1939)

#### Aviones alemanes"Focke-Wulf"(1936)

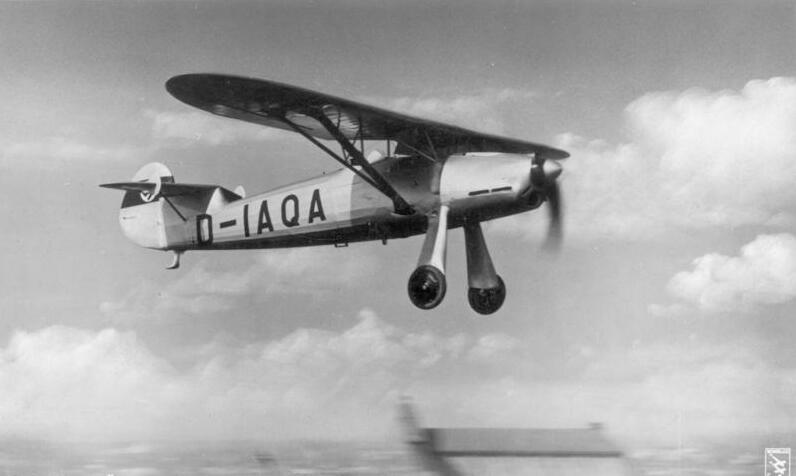
En el año 1936, Bolivia adquirió un avión Focke-Wulf Fw 56 "Stösser" de fabricación alemana que había sido diseñada para la instrucción de vuelo de los caballeros cadetes de la Luftwaffe como avión principal de entrenamiento avanzado durante la Década de 1930. Bolivia lo retiraría del servicio en 1943 después de haber estado volando siete años con la FAB.

Una vez terminada la Guerra del Chaco en el año 1935, pues si bien existía un cese de hostilidades entre Bolivia y Paraguay, sin embargo cabe mencionar que aún no existía ningún Tratado de Paz y Amistad que garantice la tranquilidad entre ambos países (el cual finalmente se firmaría en Buenos Aires recién después de tres años en 1938). Pero mientras tanto, al existir todavía un tensión bélica con el Paraguay, en diciembre de 1936 llegó a Bolivia un avión Focke-Wulf Fw 56 "Stösser", producto de la misión militar alemana en Bolivia y el cual había sido diseñado exclusivamente como un avión de entrenamiento de combate avanzado en servicio de la famosa Luftwaffe, estaba equipado con un par de ametralladoras y un soporte ventral para una bomba o un tanque de combustible

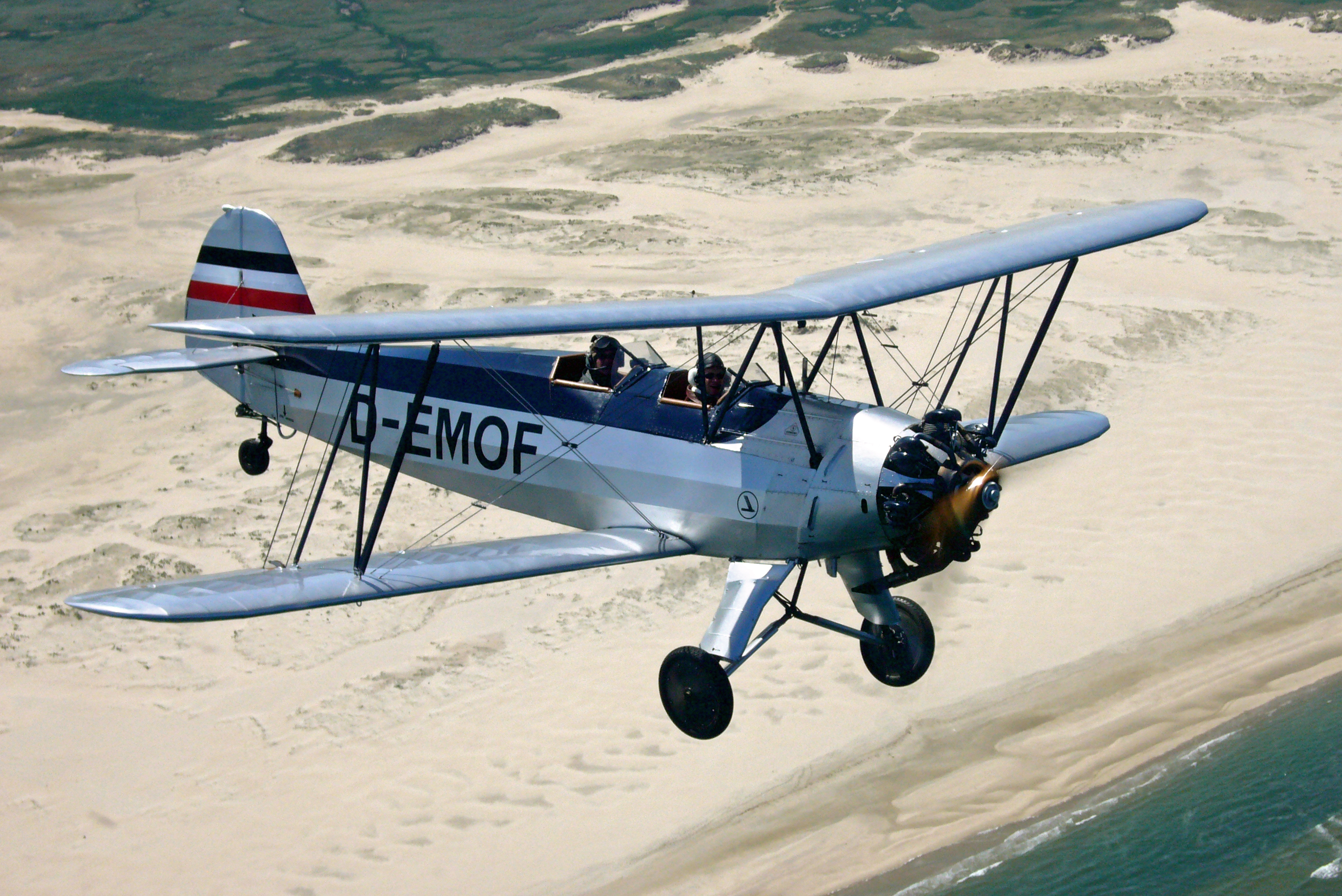
En el año 1937, Bolivia adquirió un avión alemán de entrenamiento de pilotos Focke-Wulf Fw 44 "Stieglitz" que al igual que el "Fw 56" estuvo también como aeronave de instrucción de vuelo para los caballeros cadetes del Colegio Militar de Aviación (COLMILAV). Fue retirado del servicio en 1940 después de estar tres años volando con la FAB.

Al año siguiente en noviembre de 1937 llegó también a Bolivia otro avión alemán de las mismas características pero esta vez en el modelo Focke-Wulf Fw 44 "Stieglitz", el cual era un avión biplano de entrenamiento diseñado principalmente para competiciones deportivas de manera específica. Aunque cabe aclarar que una vez que arribó al país, esta aeronave "Fw 44" al igual como el "Fw 56" fueron destinados para la instrucción de vuelo de los caballeros cadetes de la entonces Escuela Militar de Aviación (actualmente Colegio Militar de Aviación), ambos aviones contaban con motores en línea.

#### Aviones alemanes"Junkers Ju-86"(1937)
Así mismo la aerolínea Lloyd Aéreo Boliviano (LAB) que desde su fundación en el año 1925 se había convertido en el principal usuario de aviones alemanes Junkers en Bolivia al ser creada con capital alemán, comenzó desde diciembre de 1936 a realizar las gestiones necesarias para traer desde la Alemania Nazi (1933-1945) el avión Junkers Ju-86 pues estos eran más veloces y poseían una tecnología avanzada para la época, Alemania ofreció también en esta oferta los Junkers Ju 160, la compra solo se realizaría por los Junkers Ju 86 en dos variantes. Después de haber realizado un largo viaje por barco, arribó al puerto chileno de Arica y volando desde Chile llegaría finalmente a Bolivia el primer avión Junkers JU-86 en el mes de marzo del año 1937 con matrícula "JU-86 Z-7 (C/N 860013)" y al cual se lo decidió bautizar con el nombre de "Illimani" en homenaje al majestuoso nevado, guardián de la ciudad de La Paz, cabe resaltar el uso de motores radiales que tenían mejor rendimiento a gran altitud para operar en los aeródromos andinos. 

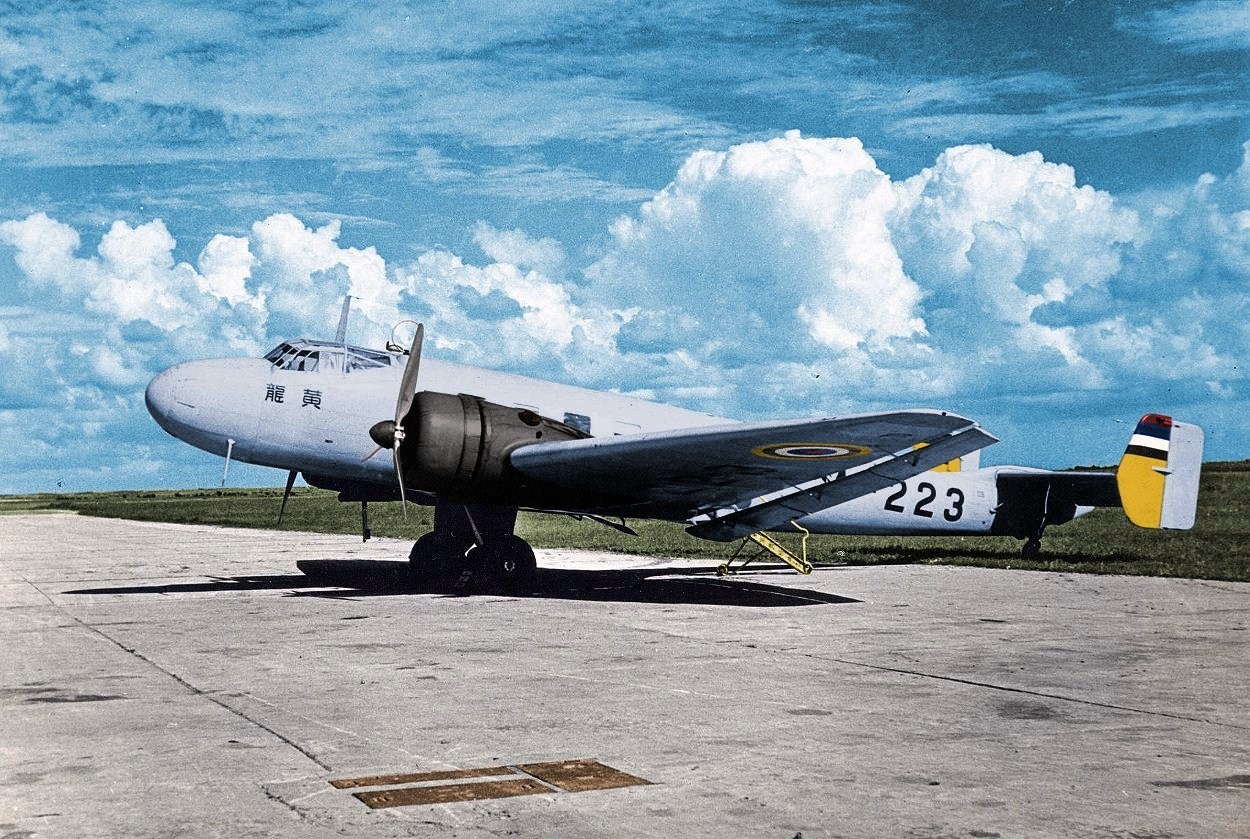
Bolivia adquirió de la Alemania Nazi unos cuatro aviones de bombardeo Junkers Ju-86 que llegaron por primera vez al país en el año 1937 y los cuales estuvieron volando por alrededor de ocho años, inicialmente con el LAB y luego ya con la FAB hasta su retirada final en 1945.

De igual manera, el gobierno boliviano con el propósito de renovar también el material de vuelo de la aviación militar de transporte, a fines de 1936 adquirió mediante el Lloyd Aéreo Boliviano tres aeronaves de bombardeo Junkers JU-86 A-1K, las cuales arribaron vía marítima a Arica y desde ese puerto chileno emprendieron vuelo hasta Bolivia llegando el 5 de marzo de 1938 a la ciudad de La Paz. Pero sin embargo, estos tres Junkers JU-86 A-1K, pese a que estaban equipados con ametralladoras y lanzabombas, a su llegada al país fueron entregados inicialmente al Lloyd Aéreo Boliviano; empresa que los utilizó como aeronaves de pasajeros y carga siendo bautizados con los nombres de: Junkers JU-86 A-1K (C/N 860234) "Mariscal Andrés de Santa Cruz", Junkers JU-86 A-1K (C/N 860237) "General Juan José Pérez" y finalmente Junkers JU-86 A-1K (C/N 860240) "Mariscal Antonio José de Sucre". A partir del 8 de noviembre de 1939, estas aeronaves pasarían a conformar la flota de aeronaves que poseía la Fuerza Aérea Boliviana en donde estuvieron volando por más de ocho años hasta su retirada del servicio en 1945. Cabe mencionar que si bien estos Junkers JU-86 estaban equipados con ametralladoras y lanzabombas, sin embargo en la aviación militar boliviana nunca fueron utilizados en dicha misión específica (Bombardeo), pues el LAB así como también la FAB solamente los emplearon como aeronaves de instrucción táctica y de transporte de pasajeros o carga.
Una de las ramas de instrucción de vuelo fruto de la cooperación alemana fue la escuela de planeadores, donde se destacaron dos modelos de origen germano, el Schulgleiter SG 38 y el Grunau IIB, de los cuales hay escasos datos y fotos con la tricolor boliviana.

#### Rearme Paraguayo y los aviones Curtiss (1938)
En 1938 llegaron informes de la inteligencia boliviana de que el Paraguay estaba comenzado nuevamente a rearmarse con el objetivo de fortalecer y renovar el material de vuelo de su Fuerza Aérea Paraguaya (que durante la Guerra del Chaco había sido inferior a la Fuerza Aérea Boliviana) los paraguayos habían adquirido desde Italia dos bombarderos Caproni Ca 309, dos cazas Fiat CR.30 y cuatro Fiat CR 32, así como también estaban empezado a realizar las gestiones para adquirir siete aviones de ataque Caproni AP.1, también entre 20 a 30 bombarderos Caproni Ca 101 y Breda Ba 65, lo cual posteriormente fue desestimado. 

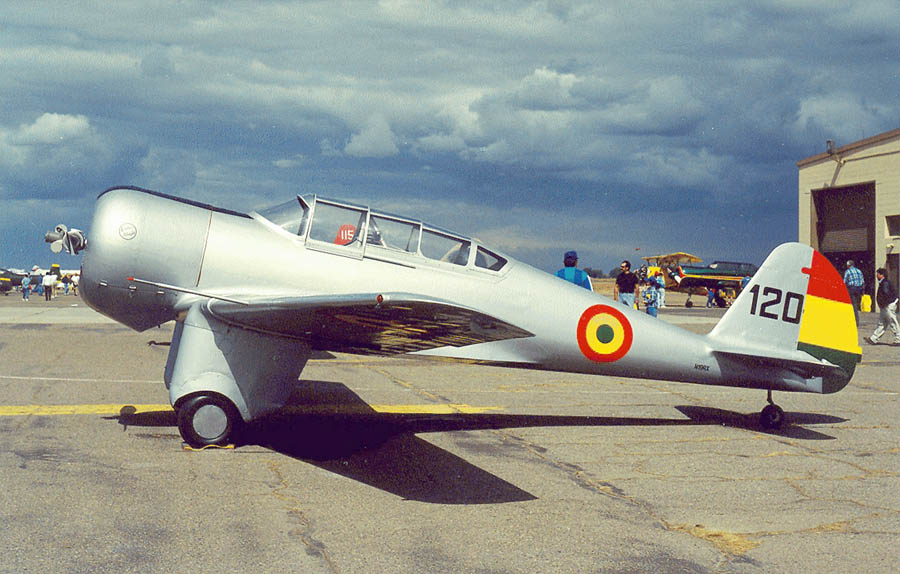
Ante el evidente rearme paraguayo luego de finalizada la Guerra del Chaco, el presidente de Bolivia Germán Busch Becerra decidió en el año 1938 ordenar la compra de 10 aviones cazas de combate Curtiss-Wright CW-19 de fabricación estadounidense los cuales estuvieron volando por alrededor de diecisiete años con la FAB hasta su retirada final del servicio ya en 1955.

Ante esa situación preocupante, el entonces presidente de Bolivia Germán Busch Becerra (1903-1939) preocupado por la defensa de la inmensa superficie del país y su integridad territorial, decidió en 1938 ordenar la compra de diez aviones Curtiss-Wright CW-19 de fabricación estadounidense los cuales llegaron a Bolivia con el objetivo de contrarrestar de alguna manera el rearme paraguayo después de la Guerra del Chaco. Estuvieron volando por alrededor de diecisiete años cuando ya por su antigüedad se decidió retirarlos definitivamente en el año 1955, estaban equipados con un tanque de combustible ventral, con capacidad para cargar bombas en las alas, de 1 a 3 frontales fijas de 7,62 mm que estaban dispuestas entre el motor y los trenes de aterrizaje, más 1 orientable trasera de 7,62 mm para el artillero. 
De los diez aviones Curtiss-Wright CW-19 que llegaron al país a finales de la década de 1930 durante la presidencia de Busch cabe mencionar que solamente sobrevivió apenas una sola aeronave y al no existir todavía el Museo Aeroespacial de la Fuerza Aérea Boliviana, esta estuvo almacenada en los depósitos de la FAB por más de cuarenta años hasta 1995 cuando durante el primer gobierno del presidente Gonzalo Sánchez de Lozada (1993-1997) se decidió vender esta histórica reliquia boliviana a coleccionistas privados de aviones de los Estados Unidos con la condición de que mantengan los colores de la bandera boliviana. Actualmente es el único avión Curtiss-Wright CW-19 que queda en todo el mundo.

#### Aviones italianos"Breda"(1939)

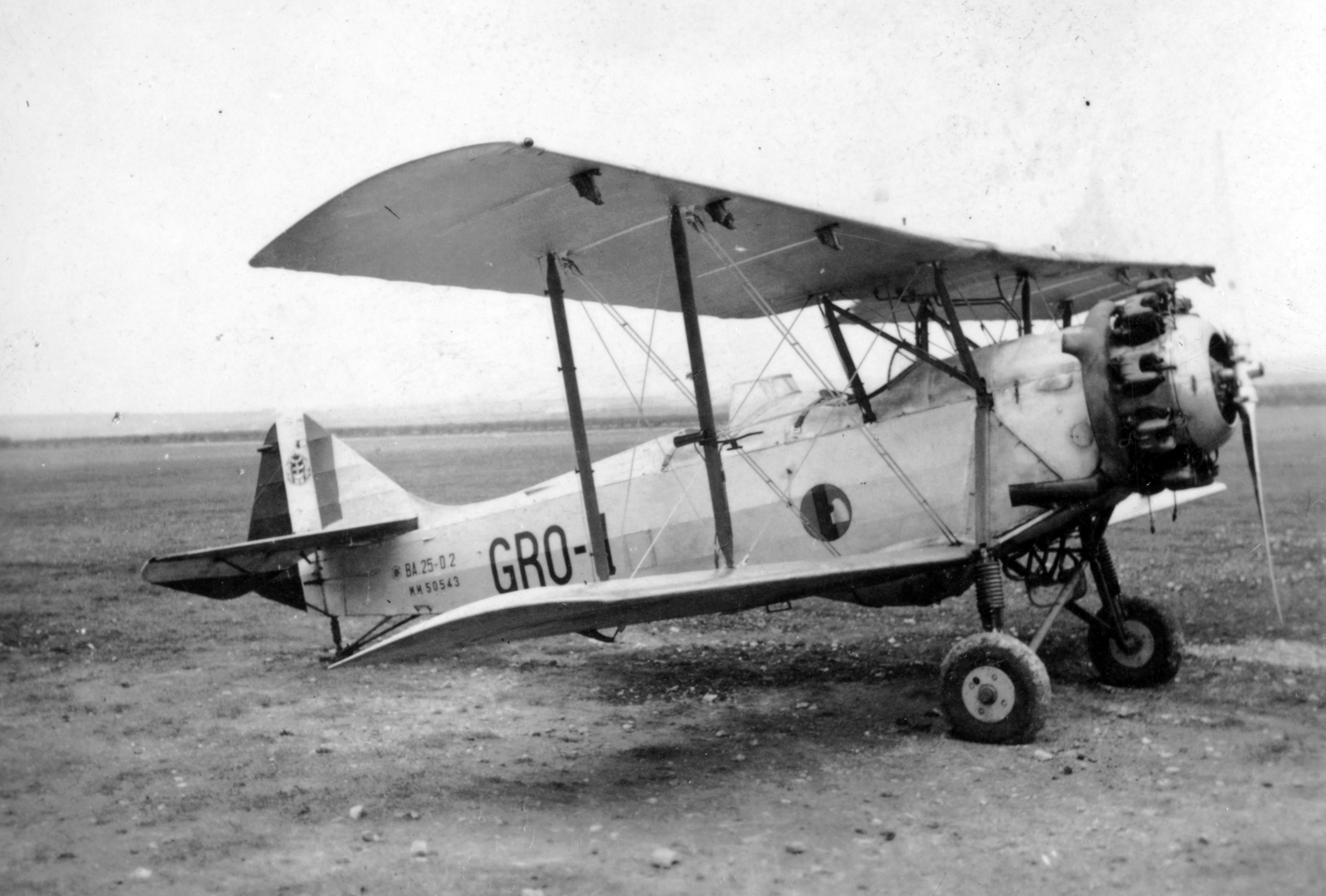
Ya finalizando la década de 1930, el gobierno boliviano decidió el año 1939 comprar 6 aviones de entrenamiento militar Breda Ba.25 de fabricación italiana para la instrucción de los cadetes del Colegio Militar de Aviación (COLMILAV) pues cabe mencionar que esta era la primera vez que oficialmente la Fuerza Aérea Boliviana (FAB) empezaba a volar aviones provenientes de la entonces todavía Italia Fascista.

El año 1939, fruto de la misión militar italiana en Bolivia, se compró de la Italia Fascista seis aviones de entrenamiento avanzado Breda Ba.25 para las instrucciones de vuelo de los caballeros cadetes del Colegio Militar de Aviación (COLMILAV). 
Desde los primeros inicios de la aviación en el país, cabe recordar que Bolivia desde el año 1920 casi siempre había adquirido aviones de fabricación francesa, inglesa o en todo caso de origen estadounidense, pero sin embargo con la compra de los Breda Ba.25 el país incursionaba (por primera vez en casi veinte años) en el empleo de novedosas aeronaves de tecnología italiana al igual como el Paraguay ya lo había hecho años atrás durante la Guerra del Chaco.
Cabe mencionar que Bolivia así como Paraguay posterior a la Guerra del Chaco mostraron interés por los Breda Ba 65 en 1936, Bolivia se interesó en un lote de tres unidades, pero la coyuntura mundial hasta 1939 hizo fracasar las negociaciones, llegando a ser su único usuario latino la fuerza aérea chilena.
La misión militar italiana, también estuvo a cargo de la venta de otras aeronaves en la región.

## Década de 1940
La década comienza cuando el 10 de marzo de 1940 se realizaron elecciones presidenciales en Bolivia que dieron como ganador al general Enrique Peñaranda Castillo experto militar que había dirigido operaciones durante la Guerra del Chaco contra Paraguay. El presidente Peñaranda gobernó el país de manera constitucional desde el 15 de abril de 1940 hasta el 20 de diciembre de 1943 y durante su gobierno, Bolivia tuvo muy buenas relaciones diplomáticas con los Estados Unidos lo que permitió que el gobierno estadounidense accediera a otorgar al país aviones modernos de la época. 

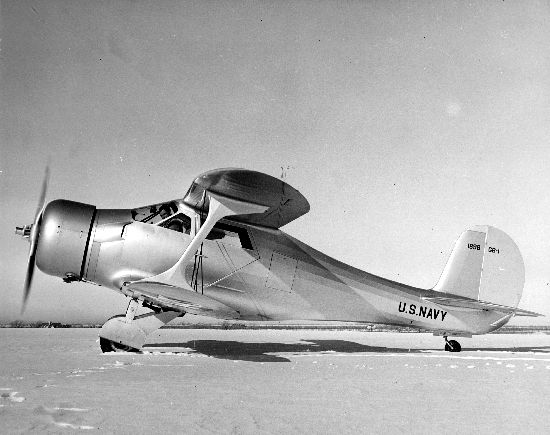
En 1941, Bolivia adquirió una interesante aeronave Beech UC-43 "Traveller" de fabricación estadounidense.

En los primeros meses del año 1941 llegaron a Bolivia algunos interesantes modelos de aviones entre ellos la aeronave Beechcraft UC-43 "Traveller" que sirvió como avión presidencial y una aeronave monoplano Ryan ST "Especial" con motor en línea, que estuvo en servicio en la Fuerza Aérea Boliviana por unos tres años hasta 1944. 
Durante esta época cabe recordar que con el inesperado ataque japonés a la base naval de Pearl Harbor el 7 de diciembre de 1941, tuvo como inmediata consecuencia el ingreso de los Estados Unidos a la Segunda Guerra Mundial declarando de esa manera como enemigos a las entonces denominadas "Potencias del Eje del Mal" (compuesta por la Alemania Nazi de Adolf Hitler, la Italia Fascista de Benito Mussolini y el Japón Imperial de Hirohito) pues a la vez el país del norte quiso asegurarse el apoyo de los diferentes países de América Latina y para cumplir con este objetivo decidió enviar varias misiones militares a dichos países latinoamericanos con la promesa de enviarles también armamento militar terrestre y aéreo. Es en ese marco, que ya unos días antes, el 2 de diciembre de 1941 llegó a Bolivia una misión del Cuerpo Aéreo del Ejército de los Estados Unidos (USAAC) como una demostración de gesto de las excelentes relaciones entre ambos países. 

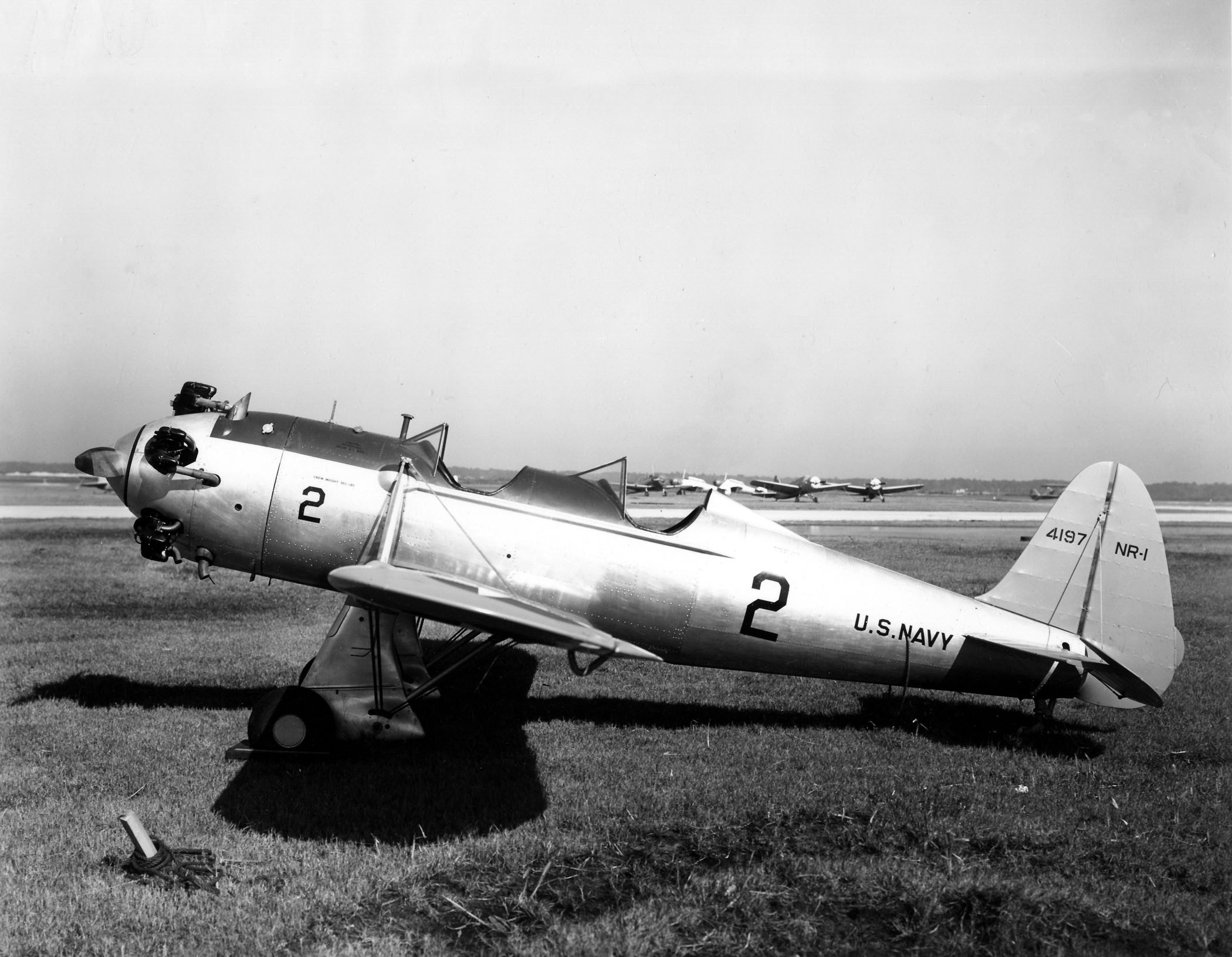
En 1941, Bolivia adquirió una interesante aeronave Ryan ST "Especial" de fabricación estadounidense la cual estuvo volando hasta el año 1944.

La presencia en el país de dicha misión militar estadounidense propició también la aprobación de un importante paquete de ayudas para la defensa aérea de Bolivia por lo menos durante el último cuatrimestre de 1942. Dicho paquete consistía en la entrega de ocho aviones Interstate L-8A "Cadet" los cuales llegaron a la base aérea de la ciudad de El Alto un 23 de noviembre de 1942 al igual como otros ocho aviones del modelo Stinson 105 "Voyager" que también arribaron en noviembre de 1942 y alrededor de cuatro Cessna AT-17 y los Curtiss Wright CW 22B, cuyas prestaciones eran similares al modelo Curtiss Wright CW 19R.
Cabe mencionar que si bien durante los primeros inicios de la aviación boliviana (en la década de 1920 y década de 1930) el país había llegado a adquirir una gran variedad de aeronaves de diferentes tipos de modelos y provenientes de diferentes países del mundo (franceses, ingleses, alemanes, italianos y estadounidenses) sin embargo sería a partir de la década de 1940 y así como también durante toda la década de 1950 y década de 1960 cuando la mayoría de las aeronaves que compró Bolivia provinieron solamente de Estados Unidos que empezó a dominar el mercado de aeronaves de manera absoluta y hegemónica.

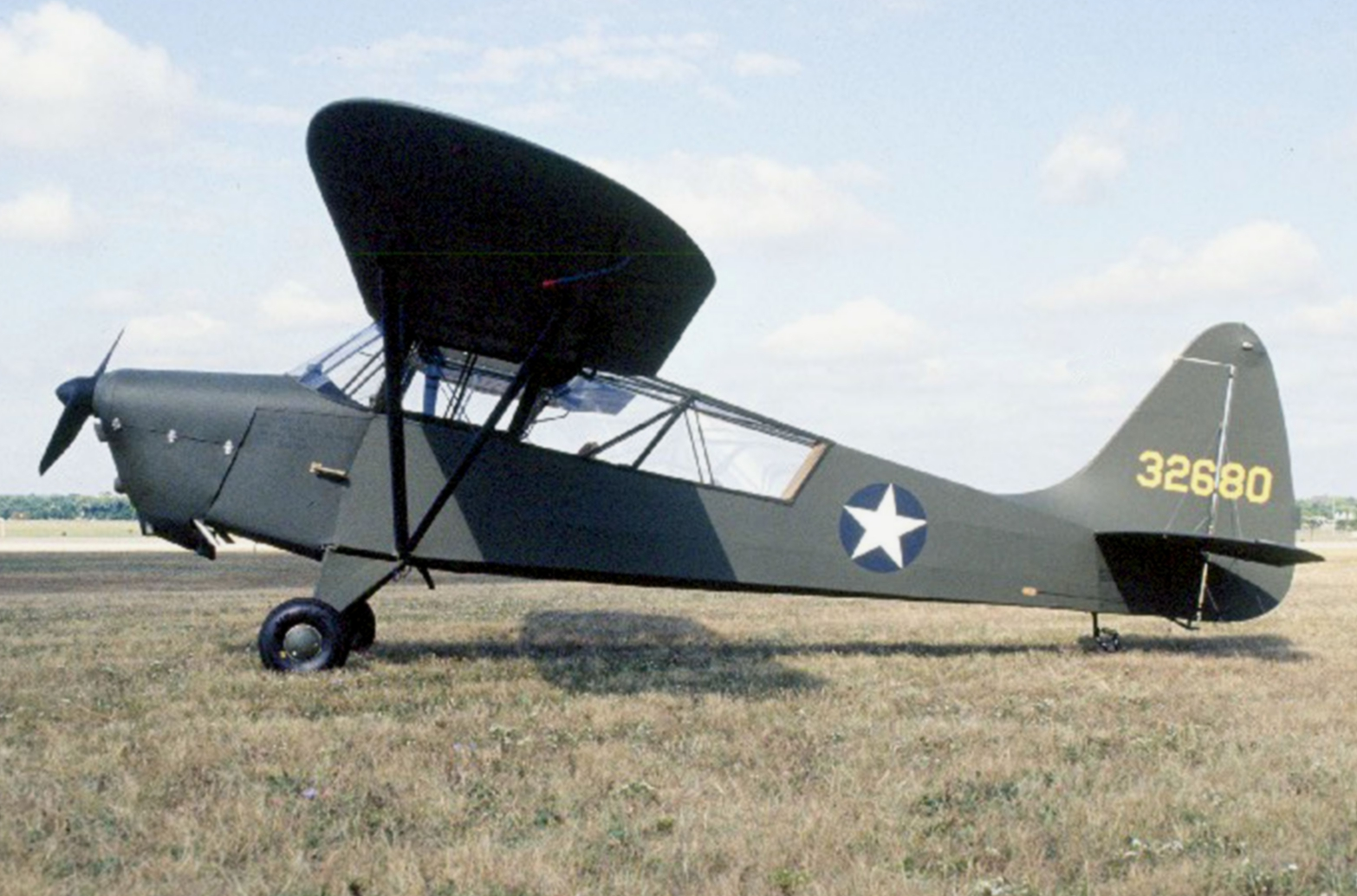

Tras la Guerra del Chaco, que finalizó en 1935, Bolivia paso por diversos problemas económicos causados por la cruenta guerra, hasta que en 1944, con cooperación de la USAAF, perteneciente al bando aliado, el "Cuerpo Aéreo de Bolivia" fue reorganizado para convertirse en la "Fuerza Aérea de Bolivia" con la mayoría de sus aviones de origen estadounidense, aunque evaluó aviones de diferentes orígenes, entre ellos los Focke Wulf FW-44, Focke Wulf FW-56A, también operó el Junkers Ju 86 B para uso militar, luego modificado para uso de aerolínea y tres Ju 86 Z7 de transporte aéreo como se mencionó.
Para 1944 al ser Bolivia un país que contribuía abiertamente con los Aliados, una misión viajó al Reino Unido para evaluación de diferentes aviones como invitación de la RAF para actualizar en ese momento a la FAB, estando el Estado interesado en los famosos Spitfires MK V y MK IX , no se llegó a ninguna compra, solo a evaluaciones de diferentes aparatos in situ.
Se debe de mencionar que al ser Bolivia un país aliando durante la Segunda Guerra Mundial, varios pilotos no solo fueron entrenamos en los Estados Unidos o el Reino Unido, sino que también participaron en combate aéreo con diversas aeronaves contra el eje.
Bolivia firmó el Tratado de Río en 1947 y el Programa de Asistencia Militar de los EE. UU siguió con diversas entregas:

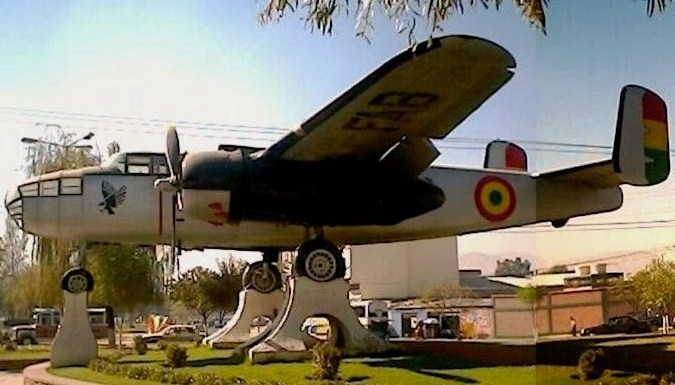
B-25 que sirvió en la FAB de monumento en la ciudad de Cochabamba.

Inicialmente se entregaron aviones de entrenamiento AT-6C Texan y bombarderos B-25J Mitchell, seguido P-51D Mustang comprados del Uruguay, a mediados de 1956 los bombarderos modificados para transportes Boeing B-17G Flying Fortress (Fortaleza Volante), Curtiss C-46 y Douglas C-47 Skytrain. 
Posteriormente, en 1954 llegaron los North american P-51D Mustang y un gran número de aviones de Brasil, incluidas aeronaves de instrucción Stearman PT-17 Kaydet, Fairchild PT-19, Vultee BT-13 Valiant, algunos C-45G, Beech AT-7 y AT-11, el famoso avión de entrenamiento North American AT-6C/D/G en diferentes versiones. Debido a esas adquisiciones, la Fuerza Aérea Boliviana, después de la Guerra del Chaco, siguió siendo por algún tiempo una de las mejores fuerzas aéreas de América del Sur. 
También sirvió en Bolivia el P-38L y el P-47D aunque limitado a un solo ejemplar de cada uno.
En 1948, una misión argentina participó del aniversario de la ciudad de La Paz, trayendo una aeronave I.Ae. 30 Ñamcú, un caza bimotor muy similar al De Havilland Mosquito de la RAF, pero con mayor potencia y con mayor radio de alcance, hasta 2700 kilómetros, estando el Estado muy interesado en contribuir con la adquisición, pero los cambios políticos que subsiguieron evitaron tal compra.
Cabe señalar que la Fuerza Aérea Boliviana fue en la primera parte de su historia parte integrante del ejército boliviano que tenía a esta institución bajo control, y se volvió totalmente independiente en 1957.
A principios de la década de los 60s, arribaron los T-28B Trojan, como parte de la ayuda militar norteamericana, fue un avión de entrenamiento muy apreciado, en especial por ser un avión de despegue corto y estar muy fuertemente armado, cabe mencionar que para ese momento el presidente René Barrientos (piloto de la FAB) mostró interés en diversas aeronaves, desde los De Havilland Vampire, los F-100, el Northrop F-5 A/B, aproximadamente seis unidades, así como también por los Douglas A-1 Skyrider al ser una aeronave de ataque y muy útil en misiones anti guerrilla que habían sido usado por Francia en Indochina y posteriormente en Vietnam, aunque se prefirieron por más unidades de C-47.
En 1963, bajo el gobierno de Víctor Paz Estenssoro, una misión de Fiat Aviazzione llegó a La Paz para ofrecer un lote de Fiat G.91, la compra fue desestimada por el costo operativo de los cazas italiano. 
En 1971, el interés sobre las aeronaves Northrop F-5 A/B se mantuvo, ya que había sido proveído a Chile, Brasil, Venezuela y Honduras, aunque la adquisición fue después negada por un tema presupuestario del congreso.
También la FAB operó algunos Fokker S.11, llegando estos al país en abril de 1972, con las matrículas 151 a 158.
En 1973 durante el gobierno del General Hugo Banzer Suárez, entró en servicio en la FAB el famoso T-33 o T-Bird con alrededor de cuarenta aeronaves y nueve cazas F-86F Sabre. 
Para el año de 1974, una misión militar arribó al país andino desde Francia con la oferta de seis unidades del Mirage III EBR (similares a los que poseyó Brasil) con todo su equipamiento, pero la compra no se concretó por temas presupuestarios para su mantenimiento. 
Para 1975 la FAB adquirió siete aeronaves israelíes IAI Arava, apodado por los pilotos bolivianos como (huevito o huevo de piyo) aviones de transporte, diseñados para paracaidistas y de despegue corto, fueron asignados al Grupo Aéreo de Transporte 72, luego al TAM, como aviones de transporte interprovinciales en apoyo a los C-47, esta aeronave sirvió en la lucha contra insurgencia y lucha antidrogas, logrando llevar un equipo de paracaidistas, pods de cohetes y de ametralladoras, también podía cargar dos ametralladoras laterales en las compuertas de ingreso, en esta configuración fue usada durante el rescate de los cuerpos del biólogo Noel Kempff Mercado y su equipo de científicos en 1986.
En el año 1976, bajo el programa MAP, de los Estados Unidos llegó la oferta de diez unidades nuevas del AT-37B, como avión contra insurgencia y bombardero, muy útil y ampliamente usado en toda Latinoamérica, pero esta primer oferta no se concretó por falta de créditos del FMS.
En diciembre de 1980 se concedió una autorización para la adquisición de hasta veinte o cuatro por modelo de los siguientes aviones: Dassault Mirage 5BA/BD, SEPECAT Jaguar G.R.1 y IAI Kfir C2/TC2, pero no se llegó a concretar ninguna de las compras, aunque al menos una unidad de demostración del caza israelí IAI Kfir C.2 (IAF 502) habría llegado al país para pruebas en marzo 1985, operando en Cochabamba. Hay informes de que a finales de 1981 se ofrecieron en venta 51 unidades del F-104G Starfighters de la Fuerza Aérea Belga, pero tampoco se concretó, aunque muchos pilotos bolivianos conocían sobre la fama de dicha aeronave como "el hace viudas", cosa que complicó el deseo de obtener dicha aeronave sumado al problema económico que implicaba mantener tantas aeronaves de este tipo, también se mostró interés en los aviones de entrenamiento y ataque ligero de fabricación brasileña Embraer AT-26 Xavante como posibles sustitutos de los T-33.
En 1986, Bolivia y EEUU firmaron un contrato de 52 millones de dólares para la entrega de doce aviones "COIN" OV-10 Bronco, sin embargo el acuerdo se canceló y la unidad de demostración enviada fue devuelta a EEUU, mismo año fueron presentados por segunda vez y ya en suelo boliviano los AT-37B Dragonfly, mismos que fueron evaluados por la FAB, pero sin llegar a ningún acuerdo.
En mayo de 1986 Bolivia solicitó 12 IA-58A Pucará a la República de Argentina con todos sus equipos por 52 millones de dólares, sin órdenes de compra realizadas, al menos una unidad fue evaluada por la FAB.
La Fuerza Aérea de Bolivia operó diversos tipos de helicópteros, entre los que se destacan los Hiller OH-23, Sikorsky UH-19B, Bell 212, Bell UH-1H Iroquois, Hughes 500M Cayuse y el Helibras HB-315B Gaviao.
Aunque la DEA nunca reveló la cantidad exacta de las aeronaves que operaba, se sabe que al menos las siguientes fueron usadas:
- Bell UH-1H Huey
- Bell 212 Twin Huey
- Sikorsky UH-60 Black Hawk
- AWACS Boeing E-3 Sentry
- Beechcraft 350 Super King Air
- Douglas DC-3 (Blaster BT-76 Turbo 67)[38]

Cuando el presidente Evo Morales declaró la suspensión de las funciones de la DEA, estas aeronaves fueron asignadas en bases de la misma agencia en Colombia, Estados Unidos y México.

## Historia Moderna
Actualmente la situación política y económica que ha prevalecido en Bolivia no ha permitido el crecimiento de su Fuerza Aérea por lo que la misma se ha enfocado en la lucha contra-insurgencia (COIN) y antinarcóticos, y el transporte de materiales y apoyo a la población civil.
Durante el gobierno del Presidente Carlos Mesa una agencia argentina interesada en la compra del I.A. 63Pampa II presentó el aparato a las autoridades bolivianas pero su compra fue desestimada.
La Fuerza Aérea Boliviana comenzó a ser equipada con la compra de aviones de transporte de pasajeros Xian MA-60 y BAe-146, y de transporte de carga Douglas DC-10-30F, y se tiene previsto continuar con la compra de aeronaves de entrenamiento y ataque ligero, habiéndose especulado entre el A-29 Supertucano (Embraer EMB 314 Super Tucano), T-35 Pillan de industria chilena, Aero L-159 ALCA y el K-8 Karakorum. Un ejemplo de la necesidad de modernización es que Bolivia contaba con los F-86 Sabre, pero hace años que fueron retirados del servicio activo, por lo que se estaría buscando un caza de combate moderno para su puesta en servicio. También se trabaja en la renovación del parque de helicópteros que ha incluido la compra de 2 AS-350B3 Ecureuil para misiones SAR y la posible adquisición de 5 helicópteros Mil Mi-17V5 para misiones antinarcóticos y de transporte, también se estudia la adquisición de Mil Mi-8 Hip fabricados especialmente para las condiciones de altura que tiene Bolivia, un aparato fue evaluado por la FAB en 2002, llegando a lucir colores adaptados al terreno andino, pero la compra no se realizó y el aparato se estrelló durante las pruebas.
Para el año 2006, la creciente relación con Venezuela trajo como apoyo a la FAB algunos Aérospatiale AS-332B1 Super Puma y 2 helicópteros Aérospatiale SA-316 Alouette III, para el año de 2007 un AS-332B1 (ex FAV7425) se estrellaría en la localidad de Colomi donde perecieron todos sus tripulantes, también un Alouette III (ex FAV2287) protagonizó otro accidente aéreo mortal en mismo año.
En el 2008 un momento que se hablaba de la explotación minera de Mutún por parte de la India y fruto de esta cooperación surgió la propuesta de adquirir un lote de cinco helicópteros polivalentes HAL Dhruv para la FAB, pero la negociación cayó al quedar sin efecto las negociaciones entre gobiernos.
Durante el año 2009, el gobierno boliviano se interesó en la adquisición de 6 aviones Aero L-159 ALCA e iban a ser estrenados el 6 de agosto (Día de la Independencia) pero el veto norteamericano (fruto de unas relaciones diplomáticas decaídas anteriormente) hizo imposible su compra, al igual que la adquisición del A-29 Supertucano de Embraer, más adelante, porque ambos aparatos, a pesar de fabricarse en Brasil y en la República Checa, poseen numerosos componentes hechos en Estados Unidos como el motor del Aero L-159 ALCA. Debido a la frustrada compra, se decidió adquirir 12 aviones K-8 Karakorum de los cuales solo 6 llegaron al país y los otros 6 en planes a futuro, la versión que opera la FAB es la K-8VB de exportación para Bolivia, con motores rediseñados para operar en los aeródromos bolivianos a más de 3000 msm.
Al mismo tiempo la FAdeA comienza el proyecto I.A. 73, un avión biplaza turbohélice de entrenamiento destinado al mercado regional, con la participación de países como Bolivia, Brasil, Ecuador, Venezuela, un proyecto creador por la UNASUR, solo se llegó a construir un prototipo estático.
Entre los helicópteros utilitarios que posee la FAB, se encuentran los Airbus AS. 332 C1e Super Puma, apodados localmente "Jatun Puma", siendo estos entre los más modernos de la región en el 2016, para finales de marzo del 2025, ninguno de ellos está operativo por la crisis económica que azota la nación andina.
Bolivia entre sus últimas adquisiciones cuenta con seis unidades del helicóptero Harbin Z-9 para misiones de transporte utilitario y recientemente actualizado para misiones de caza carros y contrainsurgencia, siendo asignados al Ejército de Bolivia, han sido muy utilizados en misiones para combatir los incendios forestales, cumpliendo de esta manera la mayor parte de sus horas de vuelo.
Para el 2017, se intentó un acercamiento nuevamente con Rusia para la compra de 6 unidades de helicópteros Mil Mi-17 con un plan de 10 a 12 unidades.
El 18 de junio de 2018, el presidente Evo Morales, en una visita protocolar en la República Popular China, visitó diversas fábricas de aeronaves, siendo de interés los cazas Chengdu JF-17 Thunder, entrenador y ataque ligero Hongdu L-15 Falcon, carguero Shiaanxi Y-8, helicópteros de diversos tipos, aviones no tripulados y otros, como posibles aeronaves para modernizar la FAB, pero dicha compra no se realizó.
Durante la primera mitad del 2019, Bolivia se interesó en adquirir de uno a dos ejemplares de avión de entrenamiento y ataque ligero I.A. 63 Pampa III de fabricación argentina, pero fue vetada la venta por poseer motor y componentes norteamericanos, esto impidió la transacción la cual iba a ser un acuerdo a cambio de gas natural boliviano.
Para la segunda mitad del 2019, la empresa turca TAI (Turkish Aerospace Industries), presentó una propuesta para la FAB de un avión de entrenamiento y ataque ligero, el TAI Hürkus, un avión que debió sustituir a los obsoletos PC-7, un Airbus A-400M llegó junto con la delegación turca de ingenieros y mecánicos de aviación, el aparato fue ensamblado en la ciudad de Cochabamba, supero las pruebas de operaciones en el país, una versión optimizada para operar a gran altitud, pero la compra fue desestimada y la unidad de evaluación volvió a Turquía.
Para el año 2023, se envió una misión militar a la Federación de Rusia solicitando un crédito para la adquisición de un escuadrón de los Yakovlev Yak-130, también resurgió el interés por los Mil Mi-17V5, pero la negociación no dio frutos.
Los programas de cooperación entre los países vecinos, en especial Perú y Argentina, han contribuido a la capacitación de los pilotos bolivianos en diferentes aeronaves modernas.

## Curiosidades
- Muchas de las aeronaves que poseyó y posee al FAB fueron construidas a la medida de las necesidades de operar en aeródromos de más de 4000 m s. n. m., siendo ejemplares únicos de producción.
- La Fuerza Aérea Boliviana contó con uno de los cuerpos aéreos de transportes más grandes de América durante la segunda mitad del siglo XX.
- Esta fuerza aérea se usó contra la Guerrilla de Ñancahuazú para explorar el terreno y para atacar a los guerrilleros desde el aire con aviones AT-6, F-51D, T-28 y AT-11. [56]
- El 28 de julio de 1966, a 60 Km de Oruro, se estrelló el Cap. Robert D. Hickman a bordo de un Lockheed U-2A, un avión de última tecnología para misiones de reconocimiento, la Fuerza Aérea Bolivia estuvo involucrada en el rescate del accidente, infelizmente el avión quedó destrozado y el cuerpo del piloto repatriado.
- El 18 de agosto de 1974, a solo tres minutos de aterrizar en el aeropuerto de El Alto en La Paz, un Lockheed C-141A Starlifter se estrelló entre los cerros, esto derivó en un rescate que duró varios días a cargo del grupo SAR-FAB y de la misión de rescate de la USAF, accidente sin sobrevivientes.

- Bolivia posee la base aérea más alta del mundo, el Aeropuerto Internacional El Alto a 4061 m s. n. m.
- Bolivia fue el último usuario del T-33 MK III hasta 2017.

- Un avión Vickers Scout 143 de la FAB tomó parte en el primer combate aéreo de América, el 4 de diciembre de 1932 durante la Guerra del Chaco, obteniendo la victoria ante su rival un Potez 25 A-2 de la Fuerza Aérea de Paraguay.
- Bolivia fue el primer país en usar el Junkers Ju-52/3m, incluso antes que la propia Lufthansa, un pedido especial para 1932.
- Bolivia tuvo la visita en dos oportunidades de los Thuderbirds, escuadrón acrobático estadounidense, la primera en 1961 con los F-100 Super Sabre y en 1974 con los F-4 Phantom II.
- En la ciudad de Santa Cruz de la Sierra, se encuentra el Centro de Inteligencia y Tecnología Aeroespacial (CITA) es una compañía boliviana dedicada al desarrollo de aeronaves pequeñas para uso de entrenamiento y ambulancia, solo dos ejemplares de entrenamiento se han construido: Tiluchi (FAB-542) y Gavilán (FAB-540).